# Maurice Saatchi
Maurice Nathan Saatchi, barón Saatchi (en árabe: موريس ساعتجي‎) (Bagdad, 21 de junio de 1946) es un empresario británico de origen judeo-iraquí. Junto a su hermano Charles Saatchi fundó las agencias de publicidad Saatchi & Saatchi y posteriormente M&C Saatchi.

## Biografía
El tercero de los cuatro hijos del matrimonio entre Nathan Saatchi y Daysi Ezer, una adinerada familia judía iraquí, se mudó junto a su familia a Finchley, Londres, en 1947.
Se graduó en economía en la London School of Economics en 1967 y en 1970 fundó la agencia publicitaria Saatchi & Saatchi junto a su hermano Charles. La agencia se hizo célebre por la campaña "El laborismo no funciona" (Labour isn't working) en favor del Partido Conservador de Margaret Thatcher en las elecciones generales del Reino Unido de 1979. Ambos hermanos abandonaron la dirección de la agencia en 1994 por el descontento de los accionistas, fundando M&C Saatchi.
El 4 de noviembre de 1996 fue nombrado Barón Saatchi y entre el 10 de noviembre de 2003 y el 20 de mayo de 2005, Saatchi fue presidente del Partido Conservador junto a Liam Fox.
Entre 1972 y 1984 estuvo casado con Gillian Osband. En 1984 se divorció y ese mismo año contrajo matrimonio con la novelista irlandesa Josephine Hart, con quien estuvo casado hasta el fallecimiento de esta en 2011.